# Língua khufi
Khufi é uma das línguas pamir do Tajiquistão, província de Gorno-Badakhshan. É muito relacionada, sendo considerada como um dialeto da mesma. da língua shugni, embora seja relativamente distinta. É falada nos vilarejos de no cânion do rio Khufdara, afluente da direita do rio Panj que desce das montanhas Rushan ao sul do rio Bartang e da cidade de Rushon.

## Escrita
A língua Khufi usa uma versão do alfabeto latino com 33 símbolos que incluem as letras tradicionais e letras com diacríticos, mais dz,  φ e 5 vogais com barra superior (breve); Não existe a letra H.